# 3345 Tarkovskij
Tarkovskij (asteróide 3345) é um asteróide da cintura principal com um diâmetro de 24,25 quilómetros, a 2,0093709 UA. Possui uma excentricidade de 0,1877564 e um período orbital de 1 421,21 dias (3,89 anos).
Tarkovskij tem uma velocidade orbital média de 18,93676651 km/s e uma inclinação de 15,83111º.
Este asteróide foi descoberto em 23 de Dezembro de 1982 por Lyudmila Karachkina.